# Rabdomyolyse
Rabdomyolyse beschrijft de snelle afbraak van dwarsgestreepte spieren. Het is een term afkomstig uit het Grieks. De afbraakproducten komen in het bloed en sommige, zoals het eiwit myoglobine, zijn schadelijk voor de nieren en kunnen zo tot nierbeschadiging leiden. Het ziektebeeld gaat gepaard met spierpijn, braken en verwardheid. Dit alles is afhankelijk van de ernst van het symptoom. Het kan optreden bij ernstige verwondingen, na zware lichamelijke inspanning, als bijwerking van bepaalde geneesmiddelen, bij drugsgebruik, bij infecties en bij spierziekten zoals polymyositis en spierdystrofie van Duchenne. De behandeling is gebaseerd op het intraveneus toedienen van vocht en soms dialyse of hemofiltratie. Daarnaast zal de onderliggende oorzaak moeten worden behandeld.